# تصميم لأجل التصنيعية

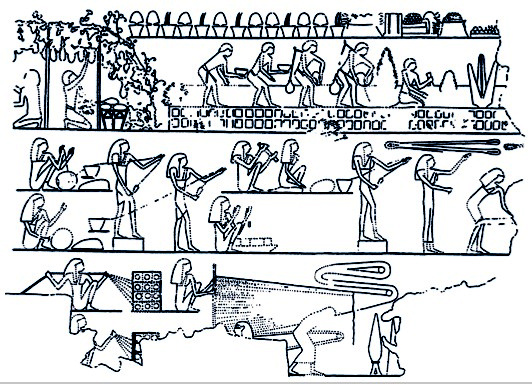
مراحل تصنيع الحبال في مصر القديمة

التصميم لأجل التصنيعية (بالإنجليزية: Design for manufacturability)‏ ويسمى أيضاً التصميم لأجل التصنيع DFM هو منهجية هندسية لتصميم المنتجات بشكل تكون سهلة التصنيع أو بما يجعل التصنيع أقل كلفة. هذه الفكرة الأساسية موجودة في جميع التخصصات الهندسية تقريبا، ولكن بالطبع تختلف التفاصيل بشكل واسع حسب نطاق تكنولوجيا التصنيع. منهجية التصميم هذه لا تركز فقط على الجانب التصميمي فقط ولكن أيضا على producibility. في لغة بسيطة يعني السهولة النسبية لتصنيع المنتج ما أو جزء تجميعي ما.
التصنيعية (بالإنجليزية: Manufacturability)‏ هي المدى التي يمكن لمنتج ما أن يصنع في سهولة نسبية بأقل تكلفة ممكنة وأقصى قدر من الوثوقية (بالإنجليزية: Reliability)‏.